# Piedra rúnica de Sandavágur
La piedra rúnica de Sandavágur, identificada como FR 2 M en la Rundata, es una piedra rúnica descubierta en 1917 en el municipio de Sandavágur, en las Islas Feroe. La piedra, grabada probablemente en el siglo XII, se exhibe actualmente en la iglesia de Sandavágur.

## Descripción

### Inscripción
La inscripción en la piedra de Sandavágur habla de Þorkell, un hombre oriundo de Rogaland, Noruega, quien dice ser el primero de haber vivido en ese sitio. Posiblemente sería uno de los primeros colonos, si no el primero, en colonizar la región de Sandavágur.
| En caracteres latinos                                                                      |
| þorkæl : onondarsun : austmaþrafruhalande : bygþe : þena : staþ : fyst                     |
| En nórdico antiguo                                                                         |
| Þorkell Onondarsonr, austmaðr af Rogalandi, bygði þenna stað fyrst.                        |
| En español                                                                                 |
| Þorkell Onondarsonr, hombre del este, procedente de Rogaland, vivió primero en este lugar. |

Un Hombre del Este significa un noruego desde la perspectiva de los feroeses e islandeses. De este modo la piedra prueba as que el primer hombre en colonizar este sitio era un noruego, a saber, Torkil, hijo de Onundur (que serían sus nombres conforme los existentes en las Islas Feroe en la actualidad).
Junto con las piedras de Kirkjubøur y Fámjin, esta piedra es una de las tres únicas piedras rúnicas de las Islas Feroe conocidas a fecha de hoy, siendo además el segundo documento escrito más antiguo en general que se conserva en las Islas Feroe (después de la piedra de Kirkjubøur).